# Ludność Oświęcimia

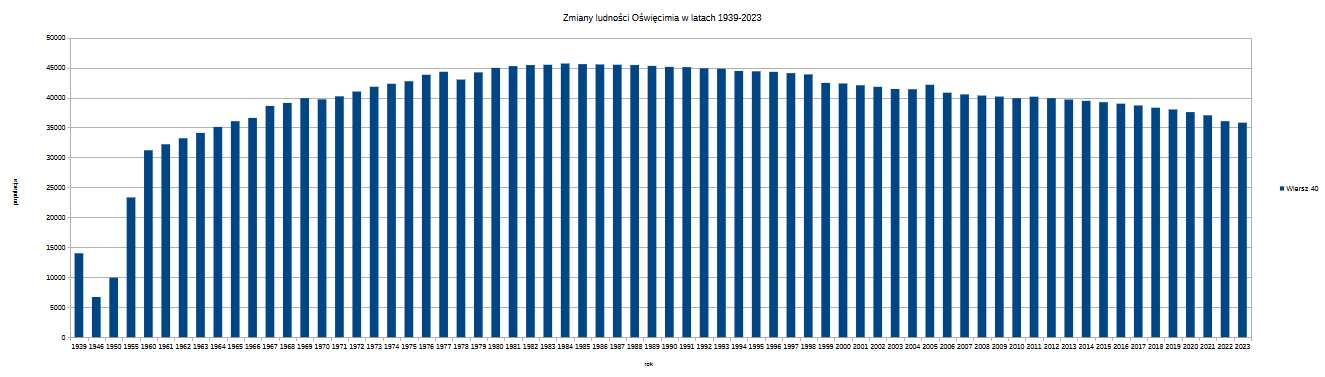
Wykres zmian populacji Oświęcimia w latach 1939-2023

Poniższa lista przedstawia liczbę ludności miasta Oświęcim począwszy od 1939 roku, na podstawie danych Głównego Urzędu Statystycznego.
Spadek liczby ludności tuż po II wojnie światowej spowodowany był głównie Holocaustem - w 1939 roku 60% mieszkańców Oświęcimia stanowili Żydzi. W późniejszym okresie wzrost tej liczby wiązał się z rozwojem przemysłu, m.in. z powstaniem kombinatu chemicznego Zakłady Chemiczne Oświęcim założonego 1 września 1945 (nazwa do 1997, 1997-2007 Firma Chemiczna Dwory S.A., od 2007 Synthos S.A.-administracja/Synthos Dwory Sp. z o.o.-produkcja).
Najwięcej osób mieszkało na terenie tego miasta w 1984 roku, było to 45 678. Aktualnie Oświęcim należy do najszybciej wyludniających się miast w województwie, pod koniec 2023 roku miasto osiągnęło 35 806 mieszkańców. Trend depopulacji znacznie przyspieszył w 2020 roku, część mieszkańców przeprowadza się także do gminy wiejskiej Oświęcim.

## Ludność Oświęcimia
- 1939 - 14 000
- 1946 - 6 708 (spis powszechny)
- 1950 - 9 933 (spis powszechny)
- 1955 - 23 323
- 1960 - 31 200 (spis powszechny)
- 1961 - 32 200
- 1962 - 33 200
- 1963 - 34 100
- 1964 - 35 100
- 1965 - 36 048
- 1966 - 36 600
- 1967 - 38 600
- 1968 - 39 100
- 1969 - 39 900
- 1970 - 39 697 (spis powszechny)
- 1971 - 40 200
- 1972 - 41 000
- 1973 - 41 800
- 1974 - 42 297
- 1975 - 42 715
- 1976 - 43 800
- 1977 - 44 300
- 1978 - 43 000 (spis powszechny)
- 1979 - 44 200
- 1980 - 44 943
- 1981 - 45 245
- 1982 - 45 419
- 1983 - 45 472
- 1984 - 45 678
- 1985 - 45 574
- 1986 - 45 525
- 1987 - 45 473
- 1988 - 45 421 (spis powszechny)
- 1989 - 45 282
- 1990 - 45 113
- 1991 - 45 073
- 1992 - 44 874
- 1993 - 44 797
- 1994 - 44 428
- 1995 - 44 376
- 1996 - 44 287
- 1997 - 44 070
- 1998 - 43 860
- 1999 - 43 682
- 2000 - 43 586
- 2001 - 43 286
- 2002 - 41 785 (spis powszechny)
- 2003 - 41 422
- 2004 - 41 382
- 2005 - 41 134
- 2006 - 40 809
- 2007 - 40 520
- 2008 - 40 332
- 2009 - 40 156
- 2010 - 39 885
- 2011 - 40 137 (spis powszechny)
- 2012 - 39 893
- 2013 - 39 644
- 2014 - 39 444
- 2015 - 39 215
- 2016 - 39 056
- 2017 - 38 678
- 2018 - 38 300
- 2019 - 38 005
- 2020 - 37 569
- 2021 - 37 031 (spis powszechny)
- 2022 - 36 048
- 2023 - 35 806

## Powierzchnia Oświęcimia
- 1995 - 30,30 km²
- 2006 - 30,00 km²